# Dianthus quadrangulus
Dianthus quadrangulus är en nejlikväxtart som beskrevs av Josef Velenovský. Dianthus quadrangulus ingår i släktet nejlikor, och familjen nejlikväxter. Inga underarter finns listade i Catalogue of Life.